# Comme s'il en pleuvait
Pour la pièce de théâtre française, voir Comme s'il en pleuvait (pièce de théâtre).
Pour plus de détails, voir Fiche technique et Distribution.
Comme s'il en pleuvait (Tela de araña) est un film franco-espagnol réalisé par José Luis Monter et sorti en 1963.

## Synopsis
Écrivain malchanceux et désargenté, Eddie Ross (Eddie Constantine) erre dans Madrid lorsqu’il assiste à l’agression d’une jeune inconnue. Il intervient pour lui venir en aide ; la lutte qui s’ensuit avec l’agresseur est remarquée par un homme mystérieux resté à l’abri de sa voiture. Après ces événements, Ross reçoit un appel d’un certain Martinez, ce même homme qui a tout observé depuis sa voiture — celui-ci lui propose un emploi de secrétaire et de factotum. Commençant à s’acquitter des tâches que lui confie son commanditaire, il découvre peu à peu qu’il a lié son sort à celui d’un truand. Ross est cependant décidé à ne pas se laisser embarquer par Martinez sur des chemins tortueux.

## Fiche technique
- Titre français : Comme s'il en pleuvait
- Titre espagnol : Tela de araña
- Réalisation : José Luis Monter
- Scénario : Gilles Morris-Dumoulin, Niels West-Larsen
- Producteur : Sergio Newma
- Musique : Isidro B. Maiztegui
- Couleur : Noir et blanc
- Genre : Thriller
- Durée : 88 minutes
- Dates de sortie :  France 31 juillet 1963

## Distribution
- Eddie Constantine : Eddie Ross
- Elisa Montés : Esperanza de la Vega
- José Nieto : Don Álvaro
- Silvia Solar : Rosa
- Henri Cogan : Thug
- Jacinto San Emeterio : Alberto Coll
- Adriano Domínguez : Pinto
- José Villasante : Ignacio Lado
- Carmen Porcel : Señora Gomez